# لوكا تشيغاريني
لوكا كيغاريني (بالإيطالية: Luca Cigarini)‏ (مواليد 20 يونيو 1986 في مونتيتشيو إميليو - إيطاليا) لاعب كرة قدم إيطالي يلعب حاليا لصالح نادي الدرجة الأولى نابولي الإيطالي منذ 2009 في مركز الوسط المدافع .

## روابط خارجية
- لوكا تشيغاريني على موقع الاتحاد الدولي (مؤرشف)  (الإنجليزية)
- لوكا تشيغاريني على موقع الاتحاد الأوربي (الإنجليزية)
- لوكا تشيغاريني على موقع قاعدة بيانات كرة القدم.إي يو (الإنجليزية)
- لوكا تشيغاريني على موقع Soccerway.com (الإنجليزية)
- لوكا تشيغاريني على موقع عالم كرة القدم.نت (الإنجليزية)
- لوكا تشيغاريني على موقع كووورة
- لوكا تشيغاريني على موقع أوليمبيديا (الإنجليزية)
- لوكا تشيغاريني على موقع AS.com (الإسبانية)